# Gazeta de Barcelona
|  | No s'ha de confondre amb Diario de Barcelona. |

Gazeta (transformada o atribuïda més tard pel nom de Gazeta de Barcelona) és considerada la primera publicació periòdica catalana i de la península Ibèrica, impresa per Jaume Romeu a Barcelona. Va néixer el 28 de maig de 1641 durant la Guerra dels Segadors i va ser editada setmanalment en català fins al 1642. Posteriorment, es va incorporar el castellà fins a 1714. Gazeta incloïa notícies de Nàpols, Roma, Marsella, Gènova, entre altres ciutats.

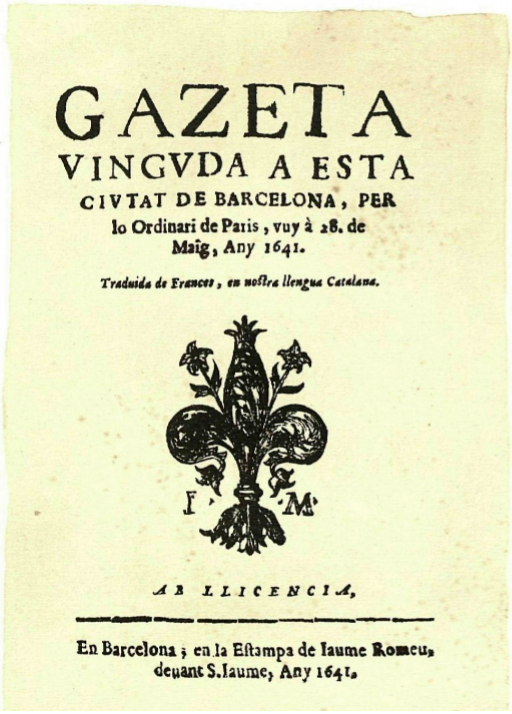
"Gazeta vinguda a esta ciutat de Barcelona, per lo ordinari de Paris, vuy à 28 de maig, any 1641"

El 1624 ja hi havia hagut un antecedent a Perpinyà. Gazeta era una bona imitació de la del francès Théophraste Renaudot del 1631.
| «             | La curiositat dels Impresssors de França me ha donat ocasió de quels imite, perque lo que es bo sempre es imitable; Estas cartas nouas verdaderas per tants títols, estan foliadas y notadas ab lletra de quadern, perque los curiosos pugan ajuntar tots los successos que succexen en Europa, en particular en cada añ, perque axi los historiadors vajan segurs y advertits: Axi proseguiré, y qui voldrà tenir esta curiositat de volero juntar, y enquadernar podrà, y qui no, sabrà los successos assegurats, y impresos ja, enviats cada semmana de Paris. | » |
| — Jaume Romeu | |   |

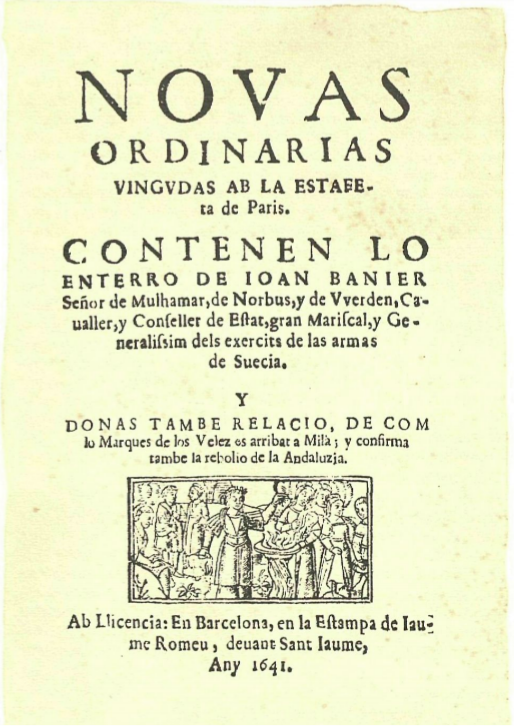
Un exemplar de les Novas Ordinarias de l'any 1641

Jaume Romeu també va editar el full setmanal Novas ordinarias (1641), traducció de les Nouvelles ordinaires editades per Renaudot com a complement de la Gazette francesa. Les tres Novas ordinarias impreses el 25 de maig, 1 de juny i 9 de novembre de 1641 són considerades la primera sèrie de publicacions netament informatives.

## Context
Durant gairebé dos segles, del 1714 al 1984, van dominar el panorama periodístic, tret dels breus períodes puntuals, perennes prohibicions centralistes. Durant tot aquest temps, des del segle xviii i XIX fins a la primera meitat del XX, totes les publicacions estaven absolutament controlades.
A Europa, les gasetes (l'antecedent més directe dels periòdics informatius) es publicaven des de principi del segle xvii (Anvers, 1605; Frankfurt, 1616). El 1661, vint anys després de l'aparició de la publicació catalana, va sorgir la primera gaseta a Madrid. L'aparició continuada a Barcelona de gasetes i noves ordinàries i extraordinàries és una conseqüència directa de l'adhesió de Catalunya al Regne de França.